# Interstate 110 (Louisiane)
Pour l’article homonyme, voir Interstate 110.
L'Interstate 110 est une autoroute inter-états traversant du nord-sud la capitale de l'état de la Louisiane, Baton Rouge. Elle part de l'Interstate 10 et se termine avec sa jonction avec l'US route 61 dans le nord de la ville. Elle mesure 9,06 miles de long (14.58 km).
La route se joint à l'I-10 à l'est du pont Horace Wilkinson au-dessus du fleuve Mississippi et le longe entre le centre-ville et le quartier de Mid City. L'Interstate fait alors deux virages à 90 degrés, le premier devant la Maison du Gouverneur, tout près du Capitole d'État. Dans la portion nord de la ville, l'I-110 croise la US 61 et la US 190 en passant à l'ouest de l'Aéroport métropolitain de Baton Rouge. L'autoroute se termine et le trafic est dirigé vers la US 61 dans un secteur nommé Scotlandville.
L'I-110 a commencé comme une courte section d'une autoroute indépendante près du centre-ville. Elle a ouvert en 1957 et a servi comme US 61 / US 190 Bus. jusqu'en 1960. À cette époque, la route a été incorporée au réseau d'Interstate et devait être la I-410. Ce projet a été annulé au milieu des années 1960 et renommé I-110. L'autoroute a été progressivement prolongée vers le nord jusqu'à ce qu'elle soit complétée en 1984.

## Description du tracé
À partir du sud, l'I-110 commence avec un échangeur avec l'I-10 à sa sortie 155B. L'I-110 se dirige vers le nord en autoroute surélevée de six voies, créant une frontière entre le centre-ville et le secteur de Mid City.

L'I-110 passe brièvement à travers le quartier de Spanish Town tout en revenant au sol devant la Maison du Gouverneur. À cet endroit, l'I-110 se connecte à la Capitol Access Road, menant au Capitole d'État, au parc du Capitole et à l'Old Arsenal Museum. Après avoir repris une orientation sud/nord, l'I-110 redevient une autoroute surélevée et parcours 3 miles (4,8 km) à travers un quartier résidentiel qui jouxte un grand secteur industriel. Un échangeur étroit donne accès à Chippewa Street (sortie 3A), Mohican Street et Wyandotte Street / Weller Avenue (3B), Evangeline Street (4) et Hollywood Street (5A).

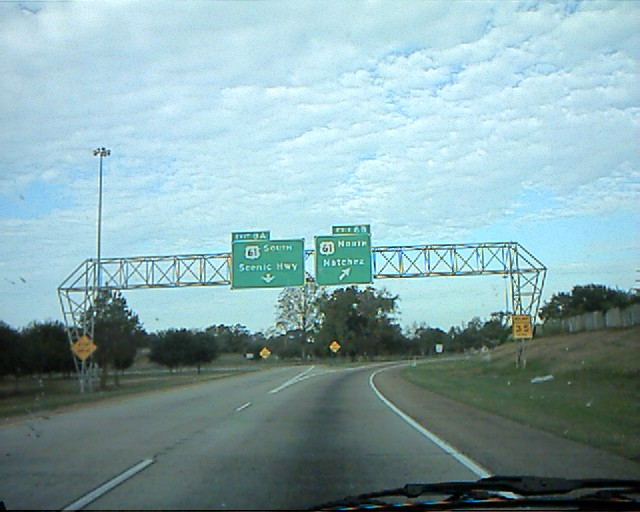
Le terminus nord de l'Interstate 110

L'I-110 then s'engage dans un échangeur (sortie 5B) avec le multiplex US 61 / US 190 (Airline Highway), lequel parcours le nord-est de la ville et croise le Mississippi vers Opelousas. Immédiatement au nord, la sortie 6 mène à Harding Boulevard et donne accès à l'Aéroport métropolitain de Baton Rouge et à la Southern University. L'I-110 se courbe vers l'ouest dans le secteur de Scotlandville. Peu après, l'I-110 rejoint son terminus nord à la jonction avec US 61 qui mène à Saint Francisville et à Natchez, Mississippi.

### Classification de la route et données
L'I-110 est classifiée comme une Interstate urbaine par le Louisiana Department of Transportation and Development (La DOTD). Le débit journalier moyen annuel en 2013 a culminé à 85 500 vehicules à l'échangeur avec l'I-10 et à 25 300 véhicules au terminus nord.

## Liste des sorties
| Interstate 110    |              |      |       |        |                                                                                   |                                                                                            |
| Paroisse          | Municipalité | mi   | km    | Sortie | Intersections / Destinations                                                      | Notes                                                                                      |
| Baton Rouge Est   | Baton Rouge  | 0,00 | 0,00  | 1I–J   | I-10 – Lafayette, La Nouvelle-Orléans                                             | Terminus sud; indiqué sortie 1I vers I-10 est et IJ vers I-10 ouest; sortie 155B de l'I-10 |
| Baton Rouge Est   | Baton Rouge  | 0,22 | 0,36  | 1A     | LA 73 (en) (Government Street) – River Center, Centre-ville                       |                                                                                            |
| Baton Rouge Est   | Baton Rouge  | 0,59 | 0,95  | 1B     | Convention Street – Centre-ville                                                  | Pas de sortie en direction sud                                                             |
| Baton Rouge Est   | Baton Rouge  | 0,77 | 1,25  | 1C     | US 61 / US 190 (Florida Street) – Centre-ville                                    | Sortie direction nord, entrée direction sud                                                |
| Baton Rouge Est   | Baton Rouge  | 0,90 | 1,44  | 1D     | North Street – Parc du Capitole, Centre-ville                                     | Sortie direction nord vers North Street, entrée en direction sud via Main Street           |
| Baton Rouge Est   | Baton Rouge  | 1,25 | 2,01  | 1H     | Laurel Street – Centre-ville                                                      | Entrée direction nord via North Street, sortie direction sud via Laurel Street             |
| Baton Rouge Est   | Baton Rouge  | 1,25 | 2,01  | 1E     | LA 3045 (en) (Capitole Access Road) – Parc du Capitole                            |                                                                                            |
| Baton Rouge Est   | Baton Rouge  | 1,61 | 2,58  | 1G     | North 9th Street – Parc du Capitole, Centre-ville                                 | Entrée direction nord depuis North 10th Street, sortie direction sud vers North 9th Street |
| Baton Rouge Est   | Baton Rouge  | 1,93 | 3,10  | 1F     | Fuqua Street – Memorial Stadium                                                   | Sortie direction nord, entrée direction sud                                                |
| Baton Rouge Est   | Baton Rouge  | 1,95 | 3,13  | 2A     | Scenic Highway                                                                    | Sortie direction nord, entrée direction sud                                                |
| Baton Rouge Est   | Baton Rouge  | 2,23 | 3,59  | 2B     | LA 67 (en) sud (North 22nd Street) – Memorial Stadium                             | Pas de sortie direction nord, accès via sortie 2A                                          |
| Baton Rouge Est   | Baton Rouge  | 3,00 | 4,84  | 3A     | Chippewa Street                                                                   |                                                                                            |
| Baton Rouge Est   | Baton Rouge  | 3,70 | 5,95  | 3B     | Wyandotte Street (direction nord) / Weller Avenue (direction sud), Mohican Street |                                                                                            |
| Baton Rouge Est   | Baton Rouge  | 4,40 | 7,09  | 4      | Evangeline Street                                                                 |                                                                                            |
| Baton Rouge Est   | Baton Rouge  | 4,98 | 8,02  | 5A     | Hollywood Street                                                                  | Sortie direction nord, entrée direction sud                                                |
| Baton Rouge Est   | Baton Rouge  | 5,49 | 8,83  | 5B     | US 61 / US 190 (Airline Highway) – Opelousas                                      |                                                                                            |
| Baton Rouge Est   | Baton Rouge  | 6,05 | 9,73  | 6      | LA 408 (en) (Harding Boulevard) – Southern University, Aéroport métropolitain     |                                                                                            |
| Baton Rouge Est   | Baton Rouge  | 7,90 | 12,71 | 8A     | LA 19 (en) – Scotlandville, Baker                                                 | Sortie direction nord, entrée direction sud                                                |
| Baton Rouge Est   | Baton Rouge  | 8,67 | 13,95 | 8B–C   | US 61 (Scenic Highway) – Saint Francisville, Natchez                              | Terminus nord; indiqué sortie 8B vers US 61 sud et 8C vers US 61 nord                      |
| - Accès incomplet |              |      |       |        |                                                                                   |                                                                                            |